# Lauterbrunnen
Lauterbrunnen je obec v okrese Interlaken-Oberhasli v kantonu Bern ve Švýcarsku. Žije zde přibližně 2 300 obyvatel.

## Geografie
Obec se nachází v údolí Lauterbrunnental a tvoří ji místní části (obce) Lauterbrunnen, Wengen, Mürren, Gimmelwald, Stechelberg a Isenfluh. Podle počtu obyvatel je nejlidnatější Wengen, druhý nejvyšší počet obyvatel má samotný Lauterbrunnen. Celková rozloha katastru obce Lauterbrunnen je přes 164 km². Pro zemědělství je využíváno 23,4 % obce, 16,4 % obce je zalesněno. 1,3 % obce tvoří zastavěné plochy a zbylých 58,9 % zaujímají řeky, ledovce a hory. Nejnižší bod obce je 728 metrů nad mořem a nejvyšší 4158 metrů nad mořem (vrchol Jungfrau).
Lauterbrunnenem protéká řeka Weisse Lütschine, která se průměrně jednou ročně vylévá z břehů.
Nejznámější a nejpůsobivější turistickou atrakcí obce jsou vodopády Trümmelbachfälle, nacházející se uvnitř hory.

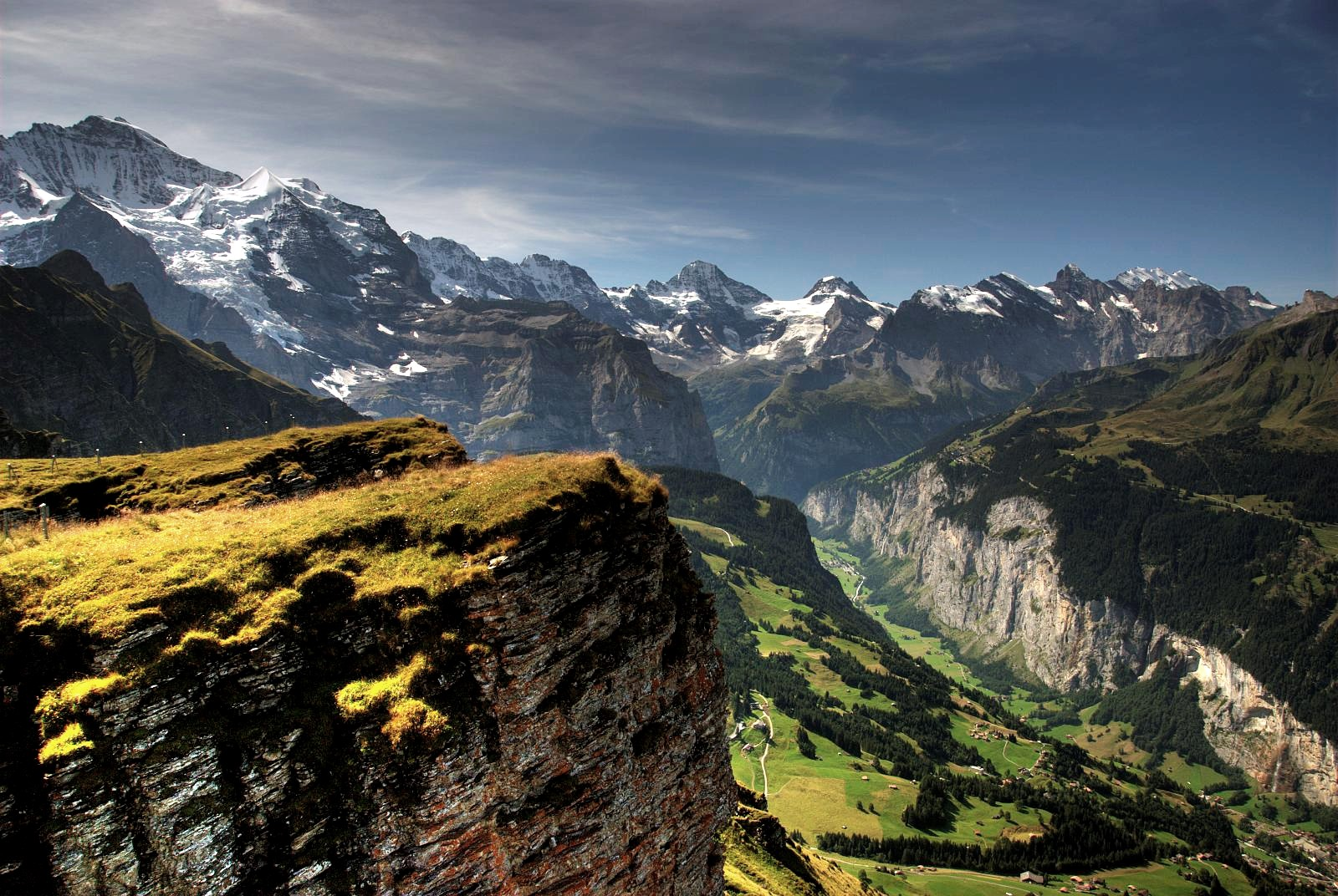
Lauterbrunnental
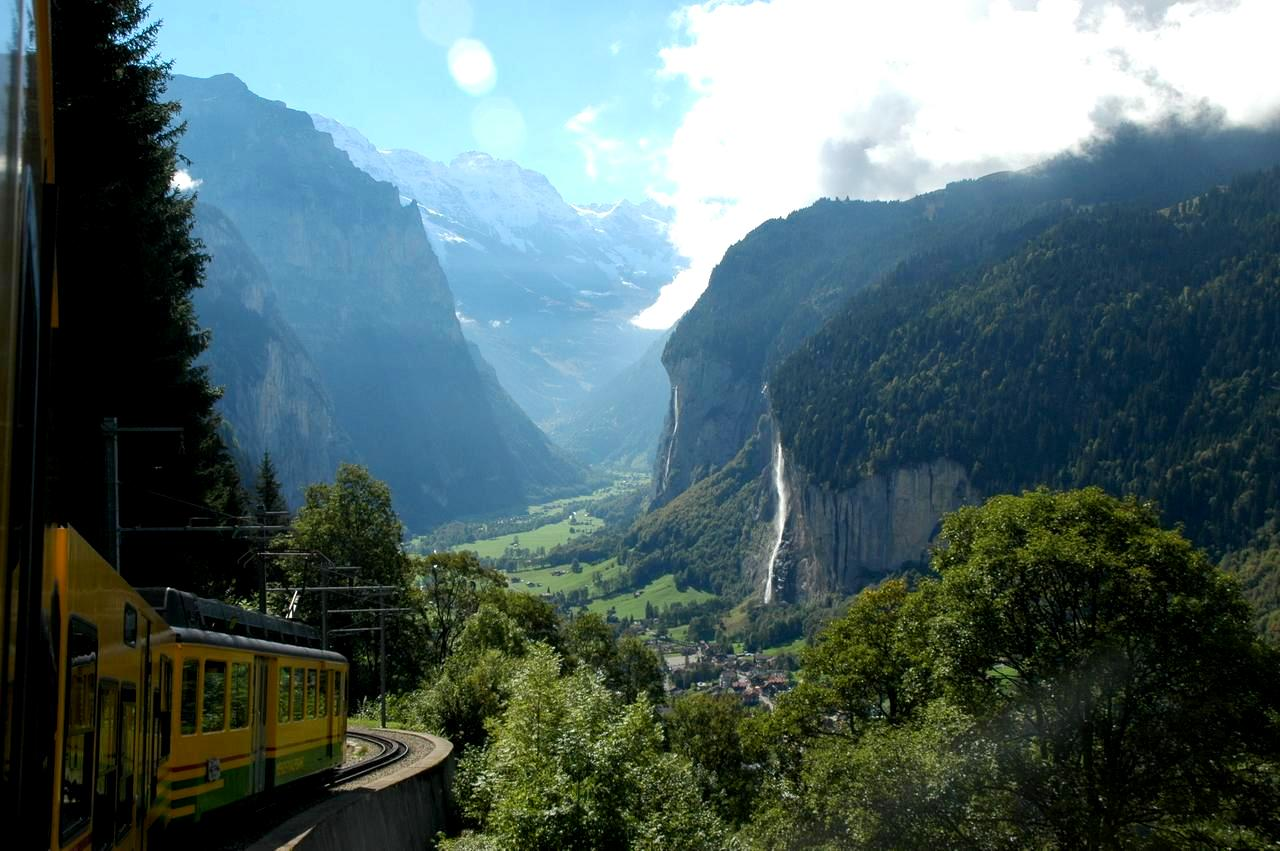
Pohled směrem do Wengenu
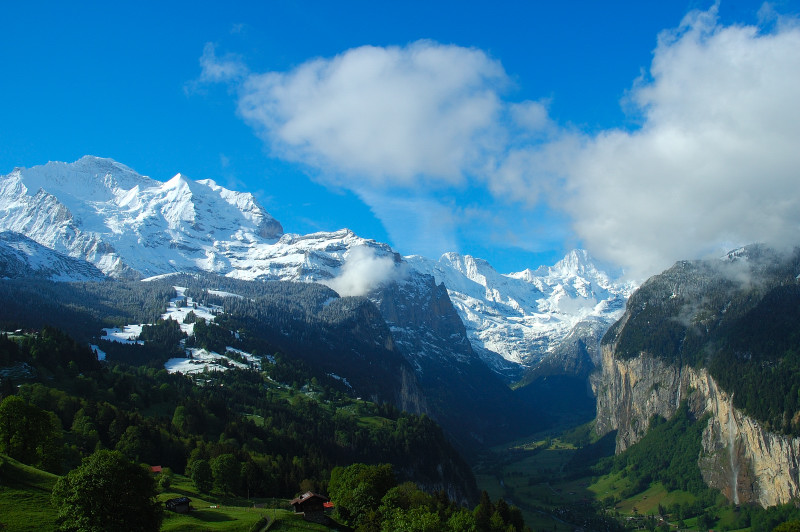
Vrcholy nad údolím

## Historie

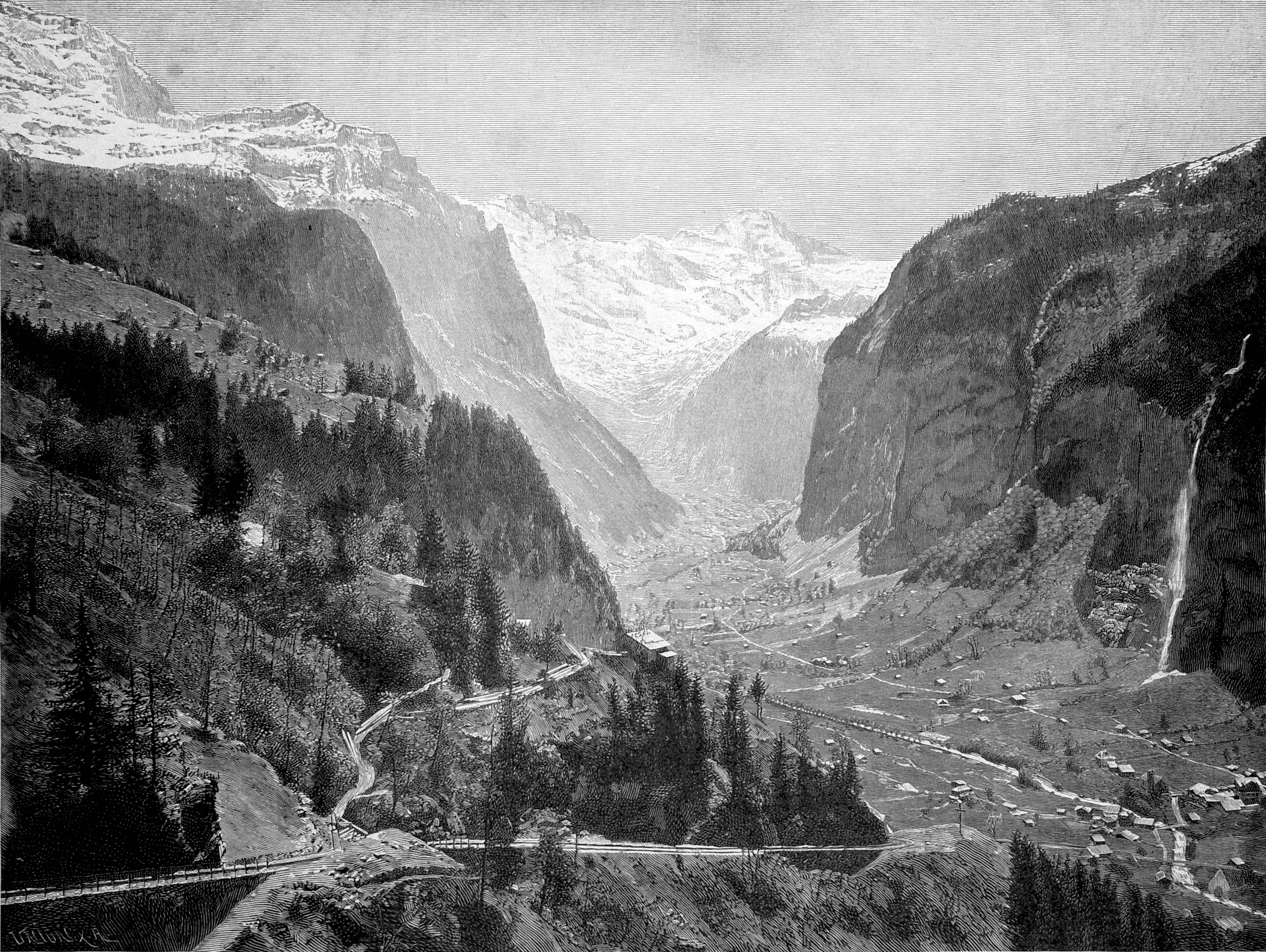
Údolí Lauterbrunnental (1893)

Po roce 1300 usadili v zadním údolí Lauterbrunnenu své lidi baroni z Turnu, kteří byli bohatí hlavně ve Valais. Na rozdíl od zbytku Berner Oberlandu byl Lauterbrunnen osídlen z Valais. Obec se v pramenech objevuje v roce 1240 jako claro fonte a v roce 1304 jako Luterbrunnen. Název místa odkazuje na čisté (hlučnější) prameny a potoky (studánky). Ve 13. století patřilo údolí Lauterbrunnental zčásti k panství Rotenfluh-Unspunnen baronů z Wädenswilu, kteří v roce 1240 prodali údolí Sefinental augustiniánskému klášteru v Interlakenu. Klášter rozšířil sféru svého vlivu tím, že získal vlastní lidi, údolní statky, Alpy a jurisdikci. Údolí Lauterbrunnen podléhalo klášteru hospodářsky, soudně a jako součást farnosti Gsteig u Interlakenu také církevně. Obyvatelé údolí Lauterbrunnental si v letech 1487–1488 postavili vlastní kostel bez povolení kláštera.
V roce 1669 zpustošil údolí Lauterbrunnen mor. Počínaje Wengenem zemřelo během čtyř měsíců 360 z 580 lidí, kteří v té době údolí obývali.
Vodopád Staubbachfall inspiroval Johanna Wolfganga von Goetheho při jeho druhé cestě do Švýcarska v roce 1779 k napsání díla Píseň duchů nad vodami (Gesang der Geister über den Wassern), které napsal jako host na faře v Lauterbrunnenu.
Dne 12. dubna 2007 se jižně od Lauterbrunnenu po nárazu do severní stěny hory Äbeni Flue zřítil německý armádní stíhací letoun Panavia Tornado, přičemž zahynul pilot a byl zraněn důstojník zbraňových systémů.

## Obyvatelstvo
| Vývoj počtu obyvatel | Vývoj počtu obyvatel | Vývoj počtu obyvatel | Vývoj počtu obyvatel | Vývoj počtu obyvatel | Vývoj počtu obyvatel | Vývoj počtu obyvatel | Vývoj počtu obyvatel | Vývoj počtu obyvatel | Vývoj počtu obyvatel | Vývoj počtu obyvatel | Vývoj počtu obyvatel | Vývoj počtu obyvatel | Vývoj počtu obyvatel | Vývoj počtu obyvatel | Vývoj počtu obyvatel |
| -------------------- | -------------------- | -------------------- | -------------------- | -------------------- | -------------------- | -------------------- | -------------------- | -------------------- | -------------------- | -------------------- | -------------------- | -------------------- | -------------------- | -------------------- | -------------------- |
| Rok                  | 1653                 | 1783                 | 1811                 | 1856                 | 1900                 | 1910                 | 1930                 | 1941                 | 1960                 | 1970                 | 1980                 | 2006                 | 2009                 | 2014                 | 2018                 |
| Počet obyvatel       | 525                  | 860                  | 1221                 | 1698                 | 2551                 | 3204                 | 2958                 | 2819                 | 3281                 | 3478                 | 3077                 | 3065                 | 2936                 | 2956                 | 2588                 |

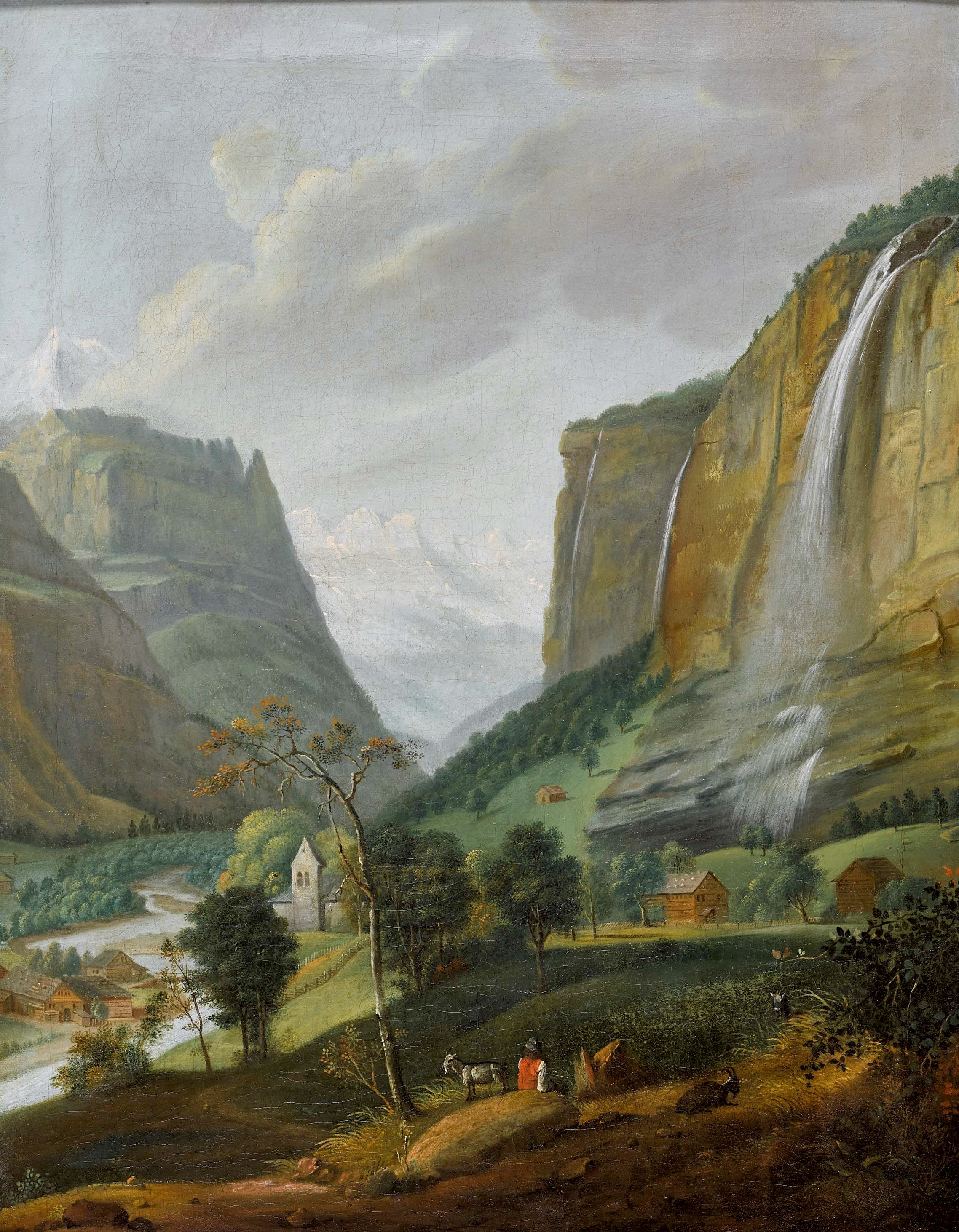
Vodopád Staubbach

Úředním jazykem Lauterbrunnenu je němčina, ke které se hlásí jako k primárnímu jazyku 85,2 % obyvatel. Na dalších místech je s 4,9 % portugalština a s 2,0 % srbochorvatština.

## Turismus
Působivé jsou svislé skalní stěny v okolí Lauterbrunnenu, stejně jako vodopády Staubbach, Trümmelbach a několik vodopádů uvnitř skalní stěny. Vodopády Mürrenbach s převýšením 417 metrů a Buchenbach s převýšením 380 metrů jsou považovány za dva nejvyšší vodopády ve Švýcarsku. Vodopád Staubbach je se svými 297 metry nejvyšším volně padajícím vodopádem ve Švýcarsku. Kaskádovitý vodopád Mattenbach je se svými 930 metry nejvyšším vodopádem v Evropě a třetím nejvyšším na světě. Kromě toho je zde dobré železniční spojení do lyžařských a turistických oblastí Kleine Scheidegg-Männlichen a Mürren směrem na Schilthorn. Možnosti pěší turistiky jsou také v zadním údolí Lauterbrunnental, jehož část je chráněnou přírodní oblastí. Pokud je dostatek sněhu, vede z Lauterbrunnenu na Stechelberg běžkařská trasa.

## Doprava

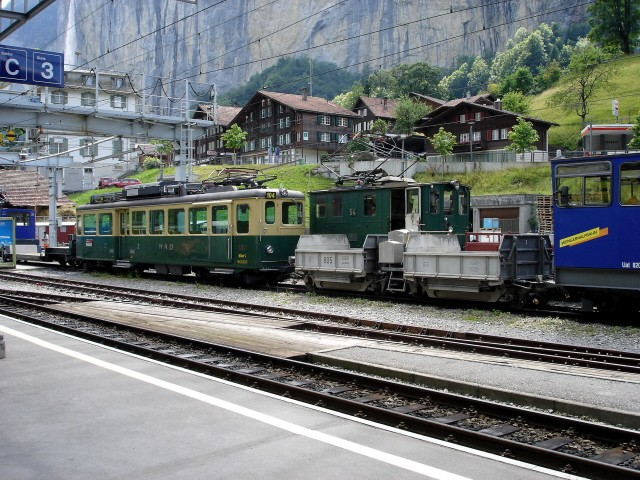
Železniční stanice

Lauterbrunnen je dostupný po silnici, ale je hlavně přestupní stanicí mezi následujícími místními železnicemi:
- Bergbahn Lauterbrunnen–Mürren: (Lauterbrunnen – Grütschalp – Mürren) používá kombinaci visuté lanové dráhy a adhezní dráhy,
- Wengernalpbahn: (Lauterbrunnen – Kleine Scheidegg – Grindelwald), světově nejdelší železnice s nepřetržitým ozubnicovým hřebenem,
- Berner-Oberland-Bahn: (Interlaken Ost – Zweilütschinen – Grindelwald / Lauterbrunnen) zajišťující dopravu do oblastního centra, Interlakenu.

Jižně od obce se nachází také heliport Air-Glaciers.

## Galerie

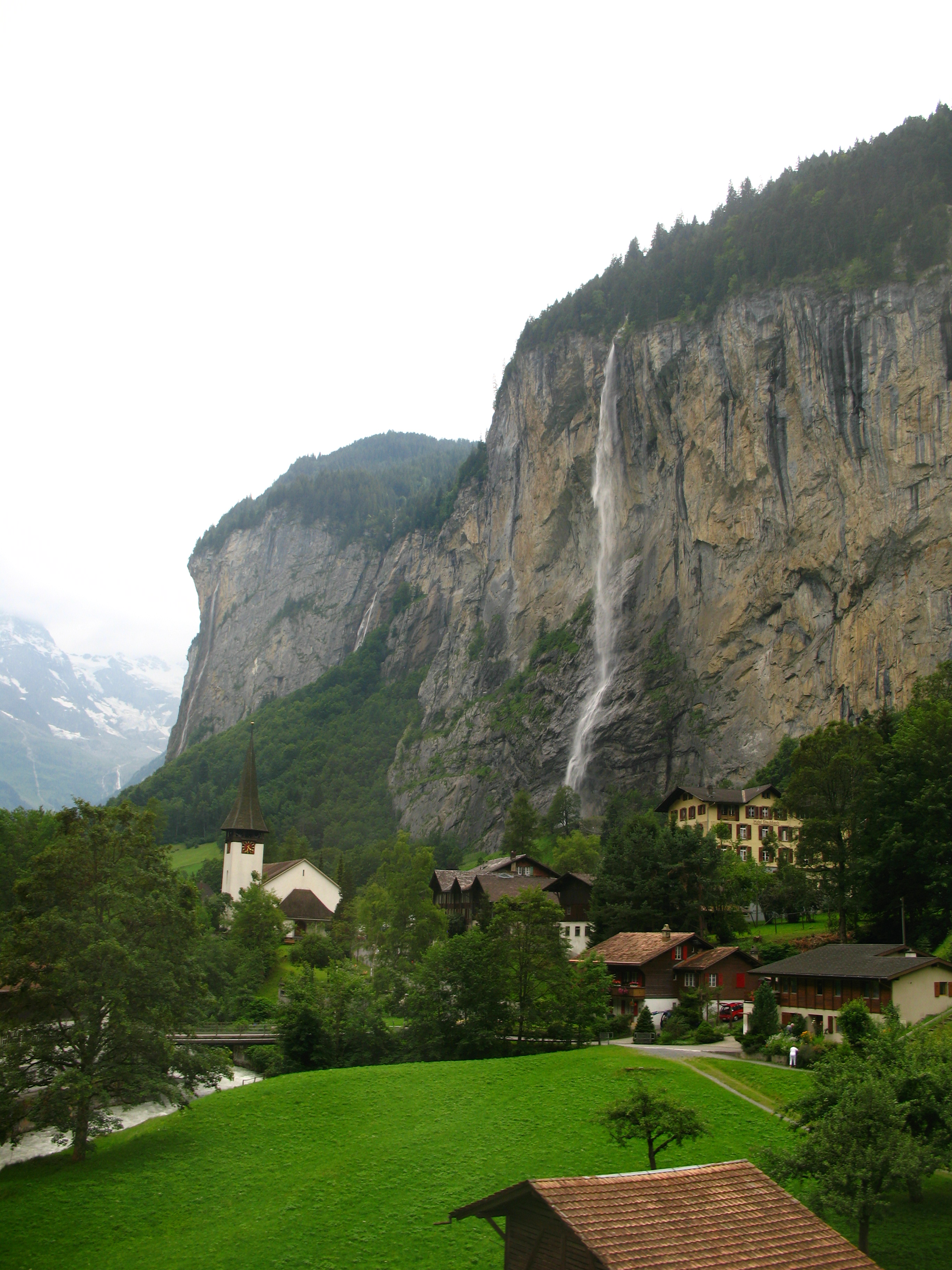
Lauterbrunnen Wall
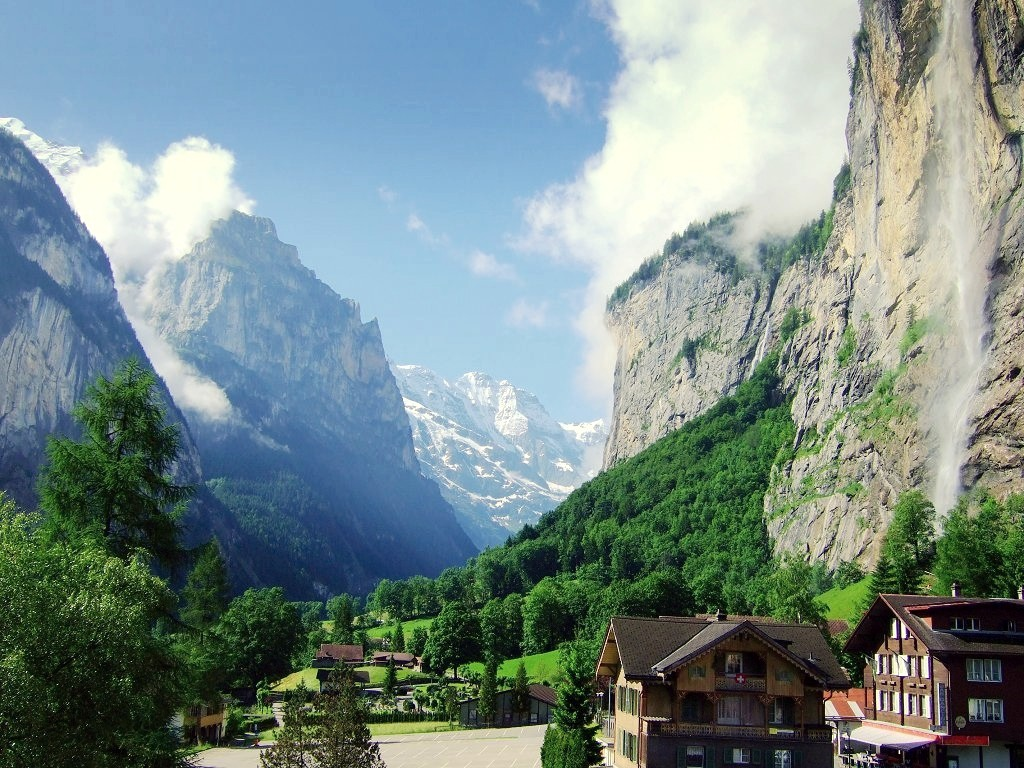
Divoké údolí
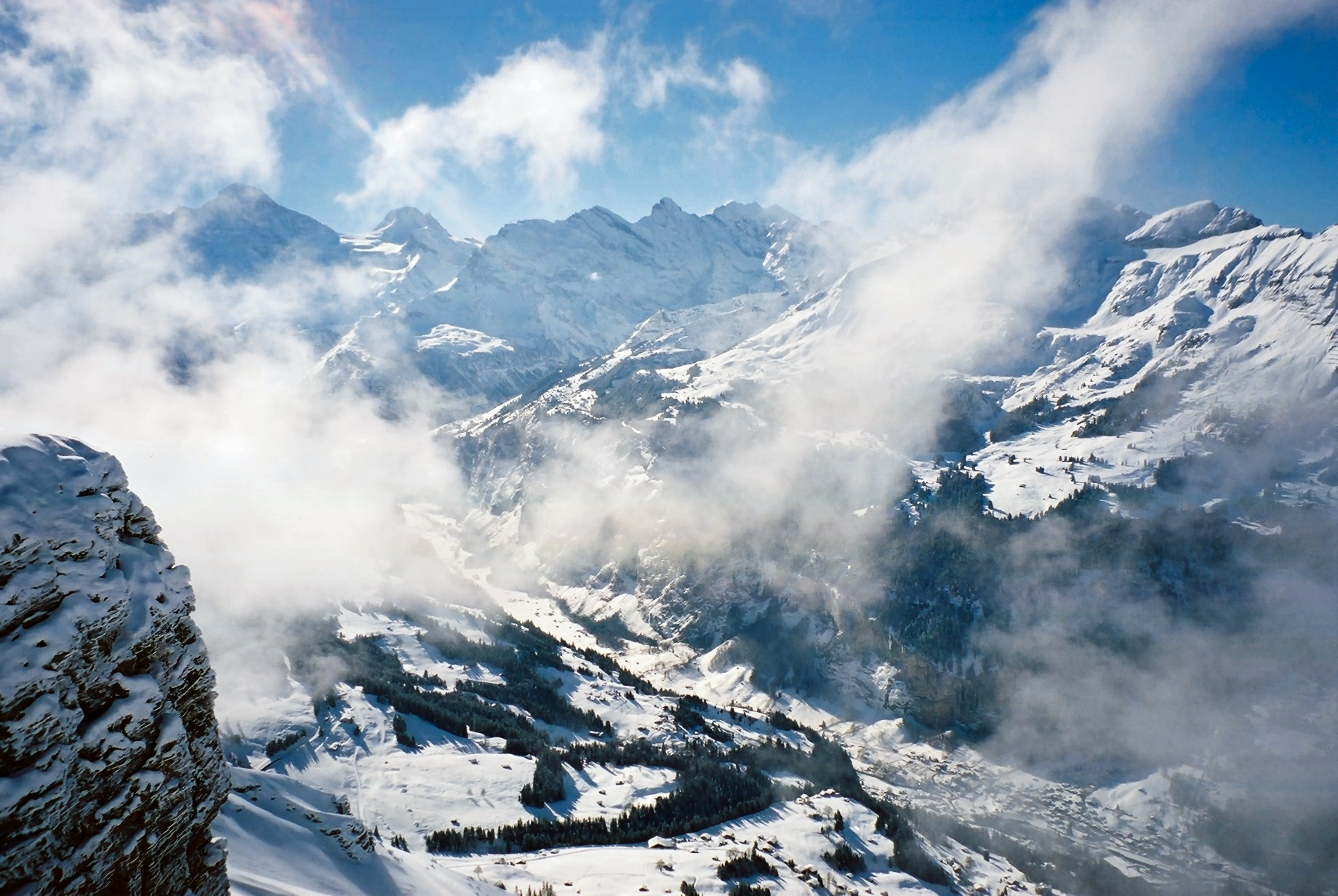
Zima v údolí